# Pioneer Village (Kentucky)
Pioneer Village es una ciudad ubicada en el condado de Bullitt en el estado estadounidense de Kentucky. En el Censo de 2010 tenía una población de 2030 habitantes y una densidad poblacional de 1.087,08 personas por km².

## Geografía
Pioneer Village se encuentra ubicada en las coordenadas 38°3′52″N 85°41′3″O / 38.06444, -85.68417. Según la Oficina del Censo de los Estados Unidos, Pioneer Village tiene una superficie total de 1.87 km², de la cual 1.86 km² corresponden a tierra firme y (0.14%) 0 km² es agua.

## Demografía
Según el censo de 2010, había 2030 personas residiendo en Pioneer Village. La densidad de población era de 1.087,08 hab./km². De los 2030 habitantes, Pioneer Village estaba compuesto por el 97.39% blancos, el 0.3% eran afroamericanos, el 0.25% eran amerindios, el 0.2% eran asiáticos, el 0% eran isleños del Pacífico, el 0.89% eran de otras razas y el 0.99% pertenecían a dos o más razas. Del total de la población el 1.53% eran hispanos o latinos de cualquier raza.